# Округ Монро (Арканзас)
Округ Монро (енгл. Monroe County) је округ у америчкој савезној држави Арканзас. По попису из 2010. године број становника је 8.149. Седиште округа је град Clarendon.

## Демографија
Према попису становништва из 2010. у округу је живело 8.149 становника, што је 2.105 (20,5%) становника мање него 2000. године.
| Група             | 2000.         | 2010.         |
| Белци             | 6.003 (58,5%) | 4.549 (55,8%) |
| Афроамериканци    | 3.978 (38,8%) | 3.330 (40,9%) |
| Азијати           | 13 (0,1%)     | 36 (0,4%)     |
| Хиспаноамериканци | 132 (1,3%)    | 132 (1,6%)    |
| Укупно            | 10.254        | 8.149         |